# District de Ružomberok
Le district de Ružomberok est l'un des 79 districts de Slovaquie dans la région de Žilina.

## Liste des communes
Source :

### Ville
- Ružomberok

### Villages
Bešeňová | Hubová | Ivachnová | Kalameny | Komjatná | Likavka | Liptovská Lúžna | Liptovská Osada | Liptovská Štiavnica | Liptovská Teplá | Liptovské Revúce | Liptovské Sliače | Liptovský Michal | Lisková | Lúčky | Ludrová | Ľubochňa | Martinček | Potok | Stankovany | Štiavnička | Švošov | Turík | Valaská Dubová